# Pomnik Lampiarza
Pomnik Lampiarza – pomnik bezimiennego elektryka został odsłonięty 21 września 2007 r. obok kamienicy Dawida Szmulewicza przy ul. Piotrkowskiej 37. Okazją była setna rocznica powstania pierwszej elektrowni w Łodzi. Fundatorami pomnika jest Dalkia Łódź SA oraz Łódzki Zakład Energetyczny. Pomnik przedstawia naturalnej wielkości stylową latarnię oraz lampiarza z żarówką w prawej dłoni, stojącego na drabinie podpartej o słup. Obok leży torba będąca zarazem ławeczką pomnikową, na której można siadać.
Pomnik autorstwa Marcela Szytenchelma jest częścią Galerii Wielkich Łodzian, która od 1999 r. zdobi ulicę Piotrkowską wykonywanymi w brązie rzeźbami plenerowymi stojącymi na chodnikach i upamiętniającymi sławne osoby związane z Łodzią.